# Huey Long (documentário)
Huey Long, é um documentário sobre a vida e carreira de Huey Long. Foi dirigido por Ken Burns e produzido por Ken Burns e Kilberg Richard em 1985. O primeiro filme foi ao ar em 15 de outubro de 1986. O filme inclui entrevistas com Russell B. Long e Robert Penn Warren. Foi narrado pelo historiador David McCullough.
O filme faz parte da lista dos 1000 melhores filmes de todos os tempos do The New York Times.

## Ligações Externas
Huey Long. no IMDb. 